# Pietro Pintus
Pietro Pintus (Sassari, 1920 – Roma, 5 settembre 2001) è stato un critico cinematografico italiano.
Dal 1956 al 1960 scrive recensioni cinematografiche e teatrali sul quotidiano torinese Gazzetta del Popolo, quindi nel 1960 a Roma fonda con Ugo Zatterin il quotidiano Telesera, progetto che però durerà solo due anni. Lasciata la carta stampata, successivamente entra in Rai dove cura alcune rubriche televisive di carattere cinematografico e culturale (tra le quali spiccano Cinema d'oggi, Attualità e Zoom) e la programmazione cinematografica dell'allora Rete 2 (oggi Rai 2). Negli anni '80 è tra le firme presenti sul Radiocorriere TV.
Tra il 1980 e il 1990 diventa docente di Storia del cinema al Centro sperimentale di cinematografia a Roma.
Nel corso della sua vita, conclusasi nel settembre 2001, oltre alla pubblicazione di libri e di numerosi scritti relativi alla storia del cinema, ha partecipato a convegni e seminari.

## Opere
- Pietro Pintus, Storia e film. Trent'anni di cinema italiano (1945-1975), Roma, Bulzoni Editore, 1980.
- Pietro Pintus, Il lungo sguardo. Studi critici sulla storia del cinema, I Quaderni del Battello Ebbro, 2005.